# Grassroots (film)
Grassroots è un film del 2012 diretto da Stephen Gyllenhaal, tratto dal libro Zioncheck for President (poi ristampato col titolo Grassroots - Politics... But Not as Usual) di Phil Campbell.
Il film, girato a Seattle, ruota attorno alla campagna elettorale per il Consiglio Cittadino di Seattle e si focalizza in particolare su un attivista impegnato che cerca di realizzare la propria visione politica mentre concorre al pubblico ufficio.

## Trama
Il film racconta la storia di Phil Campbell, un giornalista che, da poco disoccupato, si trova coinvolto nella campagna politica di Grant Cogswell, suo buon amico. Grant concorre al Consiglio Cittadino di Seattle contro Richard McIver e anche se quest'ultimo ha più soldi e più supporter, lo spassionato entusiasmo di Grant e le mirabili strategie di Phil faranno di Grant un serio contendente.